# Cabo de Santo Agostinho

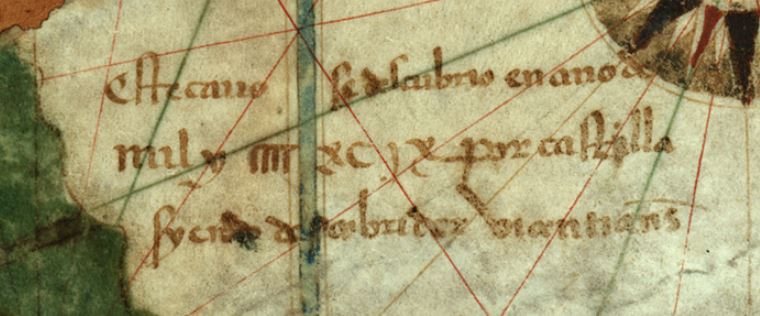
Text del mapa de Juan de la Cosa situat front a la costa del Brasil a on diu: "este cavo se descubrio en ano de mil y CCCC XC IX por castilla syendo descubridor vicentians"

Cabo de Santo Agostinho és un municipi del Brasil situat a 35 km al sud de la ciutat de Recife (Pernambuco). Encara que el descobriment oficial portugués del Brasil va ser de Pedro Álvares Cabral el 21 d'abril de 1500, alguns historiadors creuen que Vicente Yáñez Pinzón ja havia fondejat en la badia de Cabo de Santo Agostinho el 26 de gener de 1500, a la qual va nomenar Cabo de Santa María de la Consolación. Cabo de Santo Agostinho té tant un sector industrial que se centra en el port de Suape i moltes platges tropicals i reserves naturals. Les platges més conegudes són Calhetas, Paradís i Gaibu.

## Història
Els primers cronistes, o historiadors d'Índies, assenyalen tots de forma unànime a Vicente Yáñez Pinzón com a descobridor del Brasil. Pel que fa al punt d'arribada, Pere Màrtir d'Angleria, esmenta el Cabo de Santa María de la Consolación. Fra Bartolomé de las Casas identifica ja dit terme amb el de Santo Agostinho. I Herrera, directament, afirma que van arribar al Cabo de Santo Agostinho, que abans es va anomenar de la Consolación.
Segons el testimoni de Juan de la Cosa en el seu conegut Mapa de Juan de la Cosa, immediat als fets i primer on es representen les terres descobertes, on, assenyalant el Cabo de Santa María de la Consolación, el marí afirma que
| « | aquest cap es va descobrir en any de mil i CCCC XC IX per Castella syendo descobridor vicentianes. | » |